# 高安亮介
髙安 亮介（たかやす りょうすけ、1984年5月14日 - ）は、千葉県出身のサッカー選手。ポジションはミッドフィールダー、フォワード。サッカー指導者。

## 来歴
船橋市立船橋高等学校時代は第81回全国高校サッカー選手権大会を制覇（怪我のため決勝は出場せず）。
国際武道大学時代は、2年連続で関東2部ベストイレブンに選ばれるも、4年時の最終節では引き分けに終わり1部昇格を逃した。
栃木SCにはアマチュア選手として加入したが、2007年シーズン後、アマチュア選手としては唯一のプロ契約を勝ち取り、2008年シーズンからはプロ選手としてプレーした。チームのJ2昇格後初となる2009年シーズンは背番号10を背負ったが、シーズン終了にての契約満了となった。
2010年より、JFLに昇格した栃木ウーヴァFCに移籍。2012年、同クラブを退団。
2015年に、高校サッカー選手権大会優勝メンバーのカレン・ロバートがオーナーとなった千葉県社会人サッカーリーグ2部のROVERS FCに加入。リーグ戦無敗での優勝に貢献した。
2016年より母校である国際武道大学サッカー部のコーチとなり、2019年より監督に就任する。

## 所属クラブ
- 1994年 - 1996年 院内SSS（現JSC）
- 1997年 - 1999年千葉市立加曽利中学校
- 2000年 - 2002年 船橋市立船橋高等学校
- 2003年 - 2006年 国際武道大学
- 2007年 - 2009年 栃木SC
- 2010年 - 2012年 栃木ウーヴァFC
- 2015年 ROVERS FC

## 個人成績
| 国内大会個人成績 | 国内大会個人成績 | 国内大会個人成績 | 国内大会個人成績 | 国内大会個人成績 | 国内大会個人成績 | 国内大会個人成績 | 国内大会個人成績 | 国内大会個人成績 | 国内大会個人成績 | 国内大会個人成績 | 国内大会個人成績 |
| 年度             | クラブ           | 背番号           | リーグ           | リーグ戦         | リーグ戦         | リーグ杯         | リーグ杯         | オープン杯       | オープン杯       | 期間通算         | 期間通算         |
| 年度             | クラブ           | 背番号           | リーグ           | 出場             | 得点             | 出場             | 得点             | 出場             | 得点             | 出場             | 得点             |
| 日本             | 日本             | 日本             | 日本             | リーグ戦         | リーグ戦         | リーグ杯         | リーグ杯         | 天皇杯           | 天皇杯           | 期間通算         | 期間通算         |
| ---------------- | ---------------- | ---------------- | ---------------- | ---------------- | ---------------- | ---------------- | ---------------- | ---------------- | ---------------- | ---------------- | ---------------- |
| 2007             | 栃木             | 37               | JFL              | 10               | 0                | -                | -                | 0                | 0                | 10               | 0                |
| 2008             | 栃木             | 16               | JFL              | 19               | 4                | -                | -                | 0                | 0                | 19               | 4                |
| 2009             | 栃木             | 10               | J2               | 18               | 1                | -                | -                | 0                | 0                | 18               | 1                |
| 2010             | 栃木U            | 31               | JFL              | 17               | 0                | -                | -                | 1                | 0                | 18               | 0                |
| 2011             | 栃木U            | 31               | JFL              | 22               | 1                | -                | -                | 2                | 0                | 24               | 1                |
| 2012             | 栃木U            | 10               | JFL              | 22               | 3                | -                | -                | -                | -                | 22               | 3                |
| 通算             | 日本             | 日本             | J2               | 18               | 1                | -                | -                | 0                | 0                | 18               | 1                |
| 通算             | 日本             | 日本             | JFL              | 90               | 8                | -                | -                | 3                | 0                | 93               | 8                |
| 総通算           | 総通算           | 総通算           | 総通算           | 108              | 9                | -                | -                | 3                | 0                | 111              | 9                |

その他の公式戦
- 2012年
  - JFL入れ替え戦 2試合0得点

- Jリーグ初出場 - 2009年3月25日 J2 第4節 対アビスパ福岡戦 (国立霞ヶ丘競技場陸上競技場)
- Jリーグ初得点 - 2009年7月18日 J2 第26節 対セレッソ大阪戦 (栃木県グリーンスタジアム)